# Lijst van voetbalinterlands Slovenië - Verenigde Staten
Deze lijst van voetbalinterlands is een overzicht van alle officiële voetbalwedstrijden tussen de nationale teams van Slovenië en de Verenigde Staten. De landen speelden tot op heden drie keer tegen elkaar. Het eerste duel was op 18 juni 2010: een groepswedstrijd tijdens het Wereldkampioenschap voetbal 2010 in Johannesburg (Zuid-Afrika). De laatste ontmoeting, een vriendschappelijke wedstrijd, vond plaats in San Antonio op 20 januari 2024.

## Wedstrijden
| № | Plaats       | Datum            | Competitie        | Wedstrijd                   | Uitslag |
| - | ------------ | ---------------- | ----------------- | --------------------------- | ------- |
| 1 | Johannesburg | 18 juni 2010     | WK 2010           | Slovenië – Verenigde Staten | 2 – 2   |
| 2 | Ljubljana    | 15 november 2011 | Vriendschappelijk | Slovenië – Verenigde Staten | 2 – 3   |
| 3 | San Antonio  | 20 januari 2024  | Vriendschappelijk | Verenigde Staten − Slovenië | 0 − 1   |

## Samenvatting
| Competitie        | Totaal gespeeld | Winst Slovenië | Gelijk | Winst Verenigde Staten | Doelsaldo Slovenië – Verenigde Staten |
| ----------------- | --------------- | -------------- | ------ | ---------------------- | ------------------------------------- |
| WK-eindronde      | 1               | 0              | 1      | 0                      | 2 − 2                                 |
| Vriendschappelijk | 2               | 1              | 0      | 1                      | 3 − 3                                 |
| Totaal            | 3               | 1              | 1      | 1                      | 5 − 5                                 |

## Details

### Eerste ontmoeting
De eerste ontmoeting tussen de nationale voetbalploegen van Slovenië en de Verenigde Staten vond plaats op 18 juni 2010 bij het Wereldkampioenschap voetbal 2010. Het WK-groepsduel, bijgewoond door 45.573 toeschouwers, werd gespeeld in Ellispark, Johannesburg, en stond onder leiding van scheidsrechter Koman Coulibaly uit Mali. Hij deelde vijf gele kaarten uit.
| WK 2010 (Johannesburg, Zuid-Afrika, 18 juni 2010): |              | |
| Slovenië | 2 – 2        | Verenigde Staten |
| Valter Birsa 13' Zlatan Ljubijankič 42' | goals        | 48' Landon Donovan 82' Michael Bradley |
| Matjaž Kek | bondscoach   | Bob Bradley |
| Samir Handanovič Mišo Brečko Marko Šuler Boštjan Cesar Bojan Jokić Valter Birsa 87' Aleksandar Radosavljevič Robert Koren Andraž Kirm Zlatan Ljubijankič 74' Milivoje Novakovič | opstellingen | Tim Howard Steven Cherundolo Jay DeMerit 80' Oguchi Onyewu Carlos Bocanegra Landon Donovan 46' José Francisco Torres Michael Bradley Clint Dempsey Jozy Altidore 46' Robbie Findley |
| Nejc Pečnik 74' 90+4' Zlatko Dedič 87' Andrej Komac 90+4' | wissels      | 46' Benny Feilhaber 46' Maurice Edu 80' Hérculez Gómez |
| Boštjan Cesar 35' Marko Šuler 69' Andraž Kirm 72' Bojan Jokić 75' | gele kaarten | 40' Robbie Findley |

### Tweede ontmoeting
De tweede ontmoeting tussen de nationale voetbalploegen van Slovenië en de Verenigde Staten vond plaats op 15 november 2011. Het vriendschappelijke duel, bijgewoond door 8.140 toeschouwers, werd gespeeld in het Stožicestadion in Ljubljana, en stond onder leiding van scheidsrechter Robert Schörgenhofer uit Oostenrijk. Hij deelde twee gele kaarten uit, en werd geassisteerd door zijn landgenoten Armin Eder en Matthias Winsauer. Bij Slovenië maakte Dejan Lazarević (Padova) zijn debuut voor de nationale ploeg.
| Vriendschappelijk (Ljubljana, Slovenië, 15 november 2011): |              | |
| Slovenië | 2 – 3        | Verenigde Staten |
| Tim Matavž 26' Tim Matavž 61' | goals        | 9' Edson Buddle 41' Clint Dempsey 43' (pen.) Jozy Altidore |
| Slaviša Stojanovič | bondscoach   | Jürgen Klinsmann |
| Samir Handanovič Marko Šuler Bojan Jokić Boštjan Cesar Mišo Brečko Darijan Matić 46' Andraž Kirm 70' Josip Iličić 46' Armin Bačinovič 88' Tim Matavž 79' Zlatan Ljubijankič 80' | opstellingen | Tim Howard 61' Fabian Johnson Clarence Goodson Steven Cherundolo Carlos Bocanegra 90' Kyle Beckerman Clint Dempsey 82' Timothy Chandler 90+1' Michael Bradley 78' Edson Buddle Jozy Altidore |
| Rene Krhin 46' Valter Birsa 46' Dare Vršič 70' Zlatko Dedič 79' Nejc Pečnik 80' Dejan Lazarević 88'                                                                             | wissels      | 61' Brek Shea 78' Maurice Edu 78' Daniel Williams 90' Jermaine Jones 90+1' Robbie Rogers |
| Nejc Pečnik 90' | gele kaarten | 90' Carlos Bocanegra |
| - Honderdste interland van verdediger Carlos Bocanegra voor de Verenigde Staten.                                                                                                |              | |

NZS · A-internationals · Bondscoaches · Selecties · Statistieken · Sloveens vrouwenelftal · Olympisch elftal · Slovenië U21 · Slovenië U20 · Slovenië U19 · Slovenië U18 · Slovenië U17 · Slovenië U16
1991 – 1999 ·
2000 – 2009 ·
2010 – 2019 ·
2020 − 2029
EK's: 1996 · 
2000 · 
2004 · 
2008 · 
2012 · 
2016 · 
2020 · 
2024
WK's: 1998 · 
2002 · 
2006 · 
2010 · 
2014 · 
2018 ·
2022
1991 · 
1992 · 
1993 · 
1994 · 
1995 · 
1996 · 
1997 · 
1998 · 
1999 · 
2000 · 
2001 · 
2002 · 
2003 · 
2004 · 
2005 · 
2006 · 
2007 · 
2008 · 
2009 · 
2010 · 
2011 · 
2012 · 
2013 · 
2014 · 
2015 · 
2016 · 
2017 · 
2018 ·
2019 ·
2020 ·
2021 ·
2022 ·
2023 ·
2024
Albanië ·
Algerije ·
Argentinië ·
Armenië ·
Australië ·
Azerbeidzjan ·
België ·
Bosnië en Herzegovina ·
Bulgarije ·
Canada ·
China ·
Colombia ·
Cyprus ·
Denemarken ·
Duitsland ·
Engeland ·
Estland ·
Faeröer ·
 Finland ·
Frankrijk ·
Georgië ·
Ghana ·
Gibraltar ·
Griekenland ·
Honduras ·
Hongarije ·
IJsland ·
Israël ·
Italië ·
Ivoorkust ·
Joegoslavië ·
Kazachstan ·
Kosovo ·
Kroatië ·
Letland ·
Litouwen ·
Luxemburg ·
Malta ·
Mexico ·
Moldavië ·
Montenegro ·
Nederland ·
Nieuw-Zeeland ·
Noord-Ierland ·
Noord-Macedonië ·
Noorwegen ·
Oekraïne ·
Oman ·
Oostenrijk ·
Paraguay ·
Polen ·
Portugal ·
Qatar ·
Roemenië ·
Rusland ·
San Marino ·
Saoedi-Arabië ·
Schotland ·
Servië ·
Servië en Montenegro ·
Slowakije ·
Spanje ·
Trinidad en Tobago ·
Tsjechië ·
Tunesië ·
Turkije · 
Uruguay ·
Verenigde Arabische Emiraten ·
Verenigde Staten ·
Wales ·
Wit-Rusland ·
Zuid-Afrika ·
Zweden ·
Zwitserland
Algerije (2010) · 
Engeland (2010) · 
Paraguay (2002) · 
Spanje (2002) · 
Verenigde Staten (2010) · 
Zuid-Afrika (2002)
USSF · A-internationals · Selecties · Bondscoaches · Amerikaans vrouwenelftal · Olympisch elftal · USA -21 · USA -20 · USA -19 · USA -18 · USA -17
1885 – 1919 · 
1920 – 1929 · 
1930 – 1939 · 
1940 – 1949 · 
1950 – 1959 · 
1960 – 1969 · 
1970 – 1979 · 
1980 – 1989 · 
1990 – 1999 · 
2000 – 2009 · 
2010 – 2019 ·
2020 − 2029
CA 1993 · 
CA 1995 · 
CA 2007 · 
CA 2016
CC 1992 · 
CC 1999 · 
CC 2003 · 
CC 2009
WK 1930 · 
WK 1934 · 
WK 1950 · 
WK 1990 · 
WK 1994 · 
WK 1998 · 
WK 2002 · 
WK 2006 · 
WK 2010 · 
WK 2014
OS 1904 · 
OS 1924 · 
OS 1928 · 
OS 1936 · 
OS 1948 · 
OS 1952 · 
OS 1956 · 
OS 1972 · 
OS 1984 · 
OS 1988 · 
OS 1992 · 
OS 1996 · 
OS 2000 · 
OS 2008
Algerije ·
Antigua en Barbuda ·
Argentinië ·
Armenië ·
Australië ·
Azerbeidzjan ·
Barbados ·
België ·
Belize ·
Bermuda ·
Bolivia ·
Bosnië en Herzegovina ·
Brazilië ·
Canada ·
Chili ·
China ·
Colombia ·
Costa Rica ·
Cuba ·
Curaçao ·
Denemarken ·
DDR ·
Duitsland ·
Ecuador ·
Egypte ·
El Salvador ·
Engeland ·
Estland ·
Finland ·
Frankrijk ·
Ghana ·
GOS ·
Grenada ·
Griekenland ·
Guatemala ·
Guyana ·
Haïti ·
Honduras ·
Hongarije ·
Ierland ·
IJsland ·
Iran ·
Israël ·
Italië ·
Ivoorkust ·
Jamaica ·
Japan ·
Joegoslavië ·
Kaaimaneilanden ·
Kameroen ·
Koeweit ·
Letland ·
Liechtenstein ·
Luxemburg ·
Malta ·
Marokko ·
Martinique ·
Mexico ·
Moldavië ·
Nederland ·
Nederlandse Antillen ·
Nicaragua ·
Nieuw-Zeeland ·
Nigeria ·
Noord-Ierland ·
Noord-Korea ·
Noord-Macedonië ·
Noorwegen ·
Oekraïne ·
Oezbekistan ·
Oman ·
Oostenrijk ·
Panama ·
Paraguay ·
Peru ·
Polen ·
Portugal ·
Puerto Rico ·
Qatar ·
Roemenië ·
Rusland ·
Saint Kitts en Nevis ·
Saint Vincent en de Grenadines ·
Saoedi-Arabië ·
Schotland ·
Servië ·
Slovenië ·
Slowakije ·
Sovjet-Unie ·
Spanje ·
Thailand ·
Trinidad en Tobago ·
Tsjechië ·
Tsjecho-Slowakije ·
Tunesië ·
Turkije ·
Uruguay ·
Venezuela ·
Wales ·
Zuid-Afrika ·
Zuid-Korea ·
Zweden ·
Zwitserland
Algerije (2010) ·
België (2014) ·
Brazilië (2009, 2) ·
Duitsland (2014) ·
Engeland (2010) ·
Ghana (2006) · 
Ghana (2014) · 
Italië (2006) · 
Nederland (2022) ·
Portugal (2014) ·
Slovenië (2010) ·
Tsjechië (2006)